# Bhulepur
Bhulepur é uma vila no distrito de Ambedaker Nagar, no estado indiano de Uttar Pradesh.

## Demografia
Segundo o censo de 2001, Bhulepur tinha uma população de 5413 habitantes. Os indivíduos do sexo masculino constituem 52% da população e os do sexo feminino 48%. Bhulepur tem uma taxa de literacia de 51%, inferior à média nacional de 59.5%; a literacia no sexo masculino é de 56% e no sexo feminino é de 46%. 19% da população está abaixo dos 6 anos de idade.